# Franz Tappeiner
Franz Tappeiner (Lasa, 7 gennaio 1816 – Merano, 20 agosto 1902) è stato un medico, botanico e antropologo austriaco.
Figlio di contadini, studiò medicina a Padova e Vienna. Nel 1843 cominciò a praticare nel suo paese natale dove, grazie alle sue capacità, venivano a farsi visitare pazienti anche da Merano e Bolzano. Nel 1846 aprì uno studio medico a Merano dove iniziò a curare i propri pazienti usando anche tecniche all'avanguardia.
Dal 1877 intraprese sperimentazioni tese a dimostrare la contagiosità della tubercolosi.
Oltre alla medicina si occupò anche di botanica descrivendo e raccogliendo in erbari più di 6000 piante.
Un altro interesse di Franz Tappeiner furono gli studi antropologici ed etnografici. In particolare, utilizzando la frenologia, cercò di dimostrare l'unità etnica del Tirolo al di là delle differenze linguistiche. A tal fine creò una raccolta di crani umani che oggi è conservata al Naturhistorisches Museum di Vienna.
Convinto sostenitore di Merano come città di cura, nel 1893 pagò di tasca propria la costruzione del primo tratto della passeggiata che in seguito avrebbe portato il suo nome: la passeggiata Tappeiner. Ai 22.000 fiorini donati allora alla città di Merano ne aggiunse tre anni dopo altri 5000, a condizione che venissero utilizzati per completare la passeggiata.
Morì il 20 agosto 1902 nella sua residenza di castel Reichenbach a Maia Alta.
Suo figlio era il famoso medico e farmacologo Hermann von Tappeiner.
Oltre alla passeggiata, a Merano sono stati intitolati a Tappeiner l'ospedale cittadino, un ponte pedonale sul torrente Passirio e una scuola elementare. Sulla passeggiata è presente un busto che lo ricorda.

## Letteratura
- Hans Riedler, Dr. Franz Tappeiner Edler von Tappein. Sein Leben und Wirken, Tappeiner, Lana 1984.
- Ulrike Kindl, Patrick Rina (a cura di), Franz Tappeiner. Kurarzt und Mäzen – Medico e mecenate, Athesia, Bolzano 2017.